# Negar Josephi
Negar Josephi (uttal: /ne'gɑːr ɪoseˈfɪ/):3m24s, född 1976 i Iran, är en svensk journalist som bland annat har arbetat för Sveriges Radio på Ekoredaktionen och kulturredaktionen, och även har arbetat som frilansjournalist.
Josephi har skrivit artiklar, debattartiklar och krönikor för Göteborgs-Posten, texter för Sydsvenskan, samt Expressen. Hon har arbetat som poddproducent och reporter för Bulletin och skrivit kåseri i Judisk Krönika.
Josephi är utbildad vid Dramatiska Institutets radioproducentlinje. Därefter gjorde hon 2006 sin första praktik på programmet Konflikt med Cecilia Uddén som handledare. 2016 var Josephi kritisk till programmet som hon menade skiljde sig från andra program under Ekoredaktionen i det att programmet var vänsterorienterat och med homogena åsikter i redaktionen.
Hon var även kritisk till Studio Etts intervju med Israels ambassadör 2015. Hon sade till Washington Post att det fanns en djup okunskap kring judisk historia och om geopolitik i mellanöstern.